# Helga, Jesu, röst och hjärta
Helga, Jesu, röst och hjärta är en psalm i 13 verser om Jesus förnedring skriven av Olof Rönigk. Texten bearbetades av Kristoffer Dahl och omarbetades sedan av Johan Olof Wallin.

Melodin är nr 433 A När allt omkring mig vilar, komponerad av kapellmästare Heinrich Isaac, omkring 1475.
Psalmen inleds 1819 med orden:
Helga Jesu, röst och hjärta
Att jag måtte tacka dig 
För den nåd du visat mig,
Den förnedring och den smärta
Du på jorden undergått
Att försona mina brott!
|  |
|  |

## Publicerad i
- 1819 års psalmbok som nr 70 under rubriken "Jesu förnedring"